# هوارد أ. كوفين
هوارد أ. كوفين هو مدرس وأمين سر وسياسي أمريكي، ولد في 11 يونيو 1877 في ميدلبورو في الولايات المتحدة، وتوفي في 28 فبراير 1956 في واشنطن العاصمة في الولايات المتحدة. نشط حزبياً في الحزب الجمهوري. وقد انتخب Comptroller ‏ (1911 – 1913) وانتخب عضو مجلس النواب الأمريكي ‏.